# Championnat d'Amérique du Sud de rugby à XV 1985
Navigation
Championnat 1983 Championnat 1987
Le Championnat d'Amérique du Sud de rugby à XV 1985 est une compétition de rugby à XV organisée par la Confederación sudamericana de rugby. La 14e édition se déroule du 15 septembre au 21 septembre 1985 et est remportée par l'équipe d'Argentine.

## Équipes participantes
- Argentine
- Chili
- Uruguay
- Paraguay

## Format
L'Argentine, le Chili, l'Uruguay et le Paraguay disputent des matchs sous la forme d'un tournoi. Le premier est déclaré vainqueur.

## Classement
| Rang | Nation        | J | V | N | D | Pm  | Pe  | Diff | Pts |
| ---- | ------------- | - | - | - | - | --- | --- | ---- | --- |
| 1    | Argentine (T) | 3 | 3 | 0 | 0 | 224 | 25  | +199 | 6   |
| 2    | Uruguay       | 3 | 1 | 1 | 1 | 35  | 75  | -40  | 3   |
| 3    | Chili         | 3 | 1 | 0 | 2 | 24  | 81  | -57  | 2   |
| 4    | Paraguay      | 3 | 0 | 1 | 2 | 24  | 126 | -102 | 1   |

|  | Vainqueur (no 1).        |
|  | T : Tenant du titre 1983 |

## Résultats
| 15 septembre 1985 | Chili | 15 – 12 | Paraguay | Asuncion |
| 15 septembre 1985 |       |         |          | Asuncion |
| 15 septembre 1985 |       |         |          | Asuncion |

| 17 septembre 1985 | Argentine | 63 – 16 | Uruguay | Asuncion |
| 17 septembre 1985 |           |         |         | Asuncion |
| 17 septembre 1985 |           |         |         | Asuncion |

| 19 septembre 1985 | Paraguay | 9 – 9 | Uruguay | Asuncion |
| 19 septembre 1985 |          |       |         | Asuncion |
| 19 septembre 1985 |          |       |         | Asuncion |

| 19 septembre 1985 | Argentine | 59 – 6 | Chili | Asuncion |
| 19 septembre 1985 |           |        |       | Asuncion |
| 19 septembre 1985 |           |        |       | Asuncion |

| 21 septembre 1985 | Chili | 3 – 10 | Uruguay | Asuncion |
| 21 septembre 1985 |       |        |         | Asuncion |
| 21 septembre 1985 |       |        |         | Asuncion |

| 21 septembre 1985 | Argentine | 102 – 3 | Paraguay | Asuncion |
| 21 septembre 1985 |           |         |          | Asuncion |
| 21 septembre 1985 |           |         |          | Asuncion |